# Ковардаев, Николай Николаевич
Никола́й Никола́евич Коварда́ев (род. 24 сентября 1970, Волоколамск, Московская область) — советский и российский футболист и футбольный тренер.

## Карьера игрока
Воспитанник СДЮШОР Футбольная школа молодёжи (Москва).
Выступал за клубы высшей, первой и второй лиг (дивизионов) России, а также в ранние годы карьеры во второй лиге СССР.
Наиболее значимый вклад в историю клубов, за которые выступал, внёс в подмосковных «Химках». Там же завершил карьеру игрока и начал тренерскую деятельность.

 Ковардаев был одним из самых популярных игроков «Химок» своего времени. В год выхода команды в первый дивизион плакаты с его изображением зазывали болельщиков на домашние матчи команды. На протяжении двух сезонов подряд опытный нападающий становился лучшим бомбардиром «Химок».— onedivision.ru — Официальный информационный партнёр ФНЛ

## Карьера тренера
Осенью 2003 после завершения карьеры футболиста остался в «Химках». Сначала в должности начальника команды, а в сентябре 2004 был включён в тренерский штаб.
После выхода ФК «Химки» в Премьер-лигу стал главным тренером молодёжного составома. Под его руководством команда заняла 16 и 12 места в 2007 и 2008 годах соответственно.
Перед сезоном 2009 его сменил Игорь Чугайнов. Ковардаев перешёл в тренерский штаб Андрея Гордеева, возглавлявшего молодёжный состав «Сатурна». В мае 2009 главный тренер основной команды Юрген Рёбер ушёл в отставку, а Гордеев был назначен исполняющим обязанности главного тренера. Ковардаев также приступил к работе с основной командой.
Был старшим тренером в тренерском штабе Андрея Гордеева, возглавлявшего с января по май 2011 донецкий «Металлург».
Летом 2012 вошёл в тренерский штаб московского «Динамо». С августа 2012 по июнь 2013 был главным тренером молодёжного состава «Динамо», с которым завоевал серебряные медали. В начале сезона 2013/14 стал ассистентом Дана Петреску в главной команде. После отставки Петреску в апреле 2014 года остался в клубе на переходный период при Станиславе Черчесове.
С октября 2014 по май 2015 года ассистент Андрея Гордеева в «Сибири» Новосибирск.
С июня 2015 по апрель 2016 года ассистент Гордеева в «Мордовии» Саранск. Во второй половине 2016 года работал тренером в футбольной академии «Динамо» (Москва) им. Льва Яшина. С января по апрель 2017 года являлся старшим тренером клуба «СКА-Хабаровск» во главе с Андреем Гордеевым.
С октября 2017 по сентябрь 2018 года возглавлял молодёжный состав московского «Динамо», с которым занял третье место в молодёжном первенстве 2017/18.
В июне 2019 года возглавил новомосковский «Химик-Арсенал». Однако ещё до начала чемпионата покинул команду и возглавил молодёжную команду «Арсенала». 1 июля 2020 года вошёл в тренерский штаб главной команды «Арсенала», который возглавил Сергей Подпалый.
14 февраля 2022 года был назначен главным тренером «Торпедо-2» — команды, созданной в структуре «Торпедо» для участия во втором дивизионе ФНЛ.
18 августа 2022 года был назначен главным тренером «Торпедо».
7 марта 2024 года возглавил молодёжную команду женского «Локомотива».

## Статистика в качестве главного тренера
| Команда                  | Начало работы   | Окончание работы | Результаты | Результаты | Результаты | Результаты | Результаты | Результаты | Результаты | Результаты |
| Команда                  | Начало работы   | Окончание работы | И          | В          | Н          | П          | ГЗ         | ГП         | РМ         | В %        |
| ------------------------ | --------------- | ---------------- | ---------- | ---------- | ---------- | ---------- | ---------- | ---------- | ---------- | ---------- |
| «Химки» (мол.)           | январь 2007     | 7 января 2008    | 30         | 5          | 9          | 16         | 35         | 64         | −29        | 016,67     |
| «Динамо» (Москва) (мол.) | июль 2012       | 12 июня 2013     | 30         | 22         | 4          | 4          | 71         | 33         | +38        | 073,33     |
| «Динамо» (Москва) (мол.) | 7 октября 2017  | 24 августа 2018  | 22         | 14         | 2          | 6          | 51         | 27         | +24        | 063,64     |
| «Арсенал» (мол.)         | 8 июля 2019     | 30 июня 2020     | 22         | 11         | 5          | 6          | 41         | 27         | +14        | 050,00     |
| «Арсенал» (мол.)         | 24 ноября 2020  | 6 сентября 2021  | 25         | 10         | 5          | 10         | 61         | 38         | +23        | 040,00     |
| «Торпедо-2»              | 14 февраля 2022 | 18 августа 2022  | 5          | 3          | 2          | 0          | 8          | 4          | +4         | 060,00     |
| «Торпедо-2»              | 13 октября 2022 | 26 января 2024   | 34         | 9          | 10         | 15         | 38         | 44         | −6         | 026,47     |
| Всего                    | Всего           | Всего            | 168        | 74         | 37         | 57         | 305        | 237        | +68        | 044,05     |